# قيس بن ذريح
قيس بن ذريح الليثي الكناني والملقب بمجنون لبنى (625م - 680)، أخو الحسين بن علي من الرضاع، وشاعر غزل عربي، من المتيمين، من أهل الحجاز. عاش في فترة خلافة أبي بكر الصديق وعمر بن الخطاب وعثمان بن عفان وعلي بن أبي طالب ومعاوية بن أبي سفيان في القرن الأول من الهجرة في بادية العرب.
لم يكن قيس مجنوناً وإنما لقب بذلك لهيامه في حب لبنى التي نشأ معها وعشقها وتزوجها ثم طلقها لكونها لا تلد فهام على وجهه ينشد الأشعار ويأنس بالوحوش ويتغنى بحبه العذري، وتزوجت بعده فلما مرت فترة من الزمن ساءت حاله وهام مجدداً بعد أن رآها فخيرها زوجها بين أن تبقى معه أو أن يطلقها لترجع إلى قيس فاختارت الطلاق والرجوع إلى قيس بن ذريح غير أنها بعد الطلاق ماتت فمات على إثرها قيس بن ذريح.
وهو أحد القيسين الشاعرين المتيمين والآخر هو قيس بن الملوح «مجنون ليلى».

## نسبه
- هو : قيس بن ذريح بن سنة بن حذافة بن طريف بن عتوارة بن عامر بن ليث بن بكر بن عبد مناة بن كنانة بن خزيمة بن مدركة بن إلياس بن مضر بن نزار بن معد بن عدنان، الليثي الكناني.

## لقاؤه بلبنى
وسبب علاقته بلبنى بنت الحباب الكعبية الخزاعية أنه ذهب بعض حاجاته فمر ببني كعب وقد احتدم الحر فاستسقى الماء من خيمة منهم فبرزت إليه امرأة مديدة القامة بهية الطلعة عذبة الكلام سهلة المنطق فناولته اداوة ماء، فلما صدر قالت له ألا تبرد عندنا، وقد تمكنت من فؤاده فقال نعم، فمهدت له وطاء واستحضرت ما يحتاج إليه وإن أباها جاء، فلما وجده رحب به ونحر له جزوراً وأقام عندهم بياض اليوم ثم انصرف وهو أشغف الناس بها فجعل يكتم ذلك إلى أن غلب عليه فنطق فيها بالأشعار وشاع ذلك عنه وأنه مر بها ثانياً فنزل عندهم وشكا إليها حين تخاليا ما نزل به من بها فوجد عندها أضعاف ذلك فانصرف وقد علم كل واحد ما عند الآخر.

## زواجهما
مضى قيس إلى أبيه فشكا إليه شغفه بلبنى فقال له دع هذه وتزوج بإحدى بنات عمك، فغم منه وجاء إلى أمه فكان منها ما كان من أبيه فتركهما.
فأتى الحسين بن علي، رضي الله عنه، فشكى ما به، فقال له الحسين: أنا أكفيك. فمضى معه إلى أبي لبنى، فلما بصر به، وثب إليه، وأعظمه، وقال: يا ابن بنت رسول الله، ما جاء بك إلي ؟ ألا بعثت إلي فآتيك ؟ قال: قد جئتك خاطباً ابنتك لبنى، لقيس بن ذريح، وقد عرفت مكانه مني. فقال: يا ابن بنت رسول الله، ما كنت لأعصي لك أمراً، وما بنا عن الفتى رغبة، ولكن أحب الأمرين إلينا، أن يخطبها ذريح علينا، وأن يكون ذلك عن أمره، فإنا نخاف أن يسمع أبوه بهذا، فيكون عاراً ومسبة علينا. فأتى الحسين سلام الله عليه ذريحاً، وقومه مجتمعون، فقاموا إليه وقالوا له مثل قول الخزاعي. فقال: يا ذريح، أقسمت عليك بحقي، إلا خطبت لبنى لابنك قيس. فقال: السمع والطاعة لأمرك.
ولما تزوجها أقام مدة مديدة على أرفع ما يكون من أحسن الأحوال ومراتب الإقبال، وفنون المحبة.

## طلاقهما
وكان قيس أبر الناس بأمه، فألهته لبنى وعكوفه عليها عن بعض ذلك، فوجدت أمه في نفسها، وقالت: لقد شغلت هذه المرأة ابني عن بري. ولم تر للكلام موضعاً حتى مرض قيس مرضاً شديداً، فلما برئ، قالت أمه لأبيه: لقد خشيت أن يموت قيس ولم يترك خلفاً، وقد حرم الولد من هذه المرأة، وأنت ذو مال، فيصير مالك إلى الكلالة، فزوجه غيرها، لعل الله عز وجل يرزقه ولداً، وألحت عليه في ذلك. 
فأمهل ذريح حتى اجتمع قومه، ثم قال له: يا قيس، إنك اعتللت هذه العلة ولا ولد لك، ولا لي سواك، وهذه المرأة ليست بولود، فتزوج إحدى بنات عمك لعل الله أن يهب لك ولداً تقر به عينك وأعيننا.
فقال قيس: لست متزوجاً غيرها أبداً.
فقال أبوه: يا بني، فإن مالي كثير، فتسر بالإماء.
فقال: ولا أسوؤها بشيء أبداً.
قال أبوه: فإني أقسم عليك إلا طلقتها.
فأبى، وقال: الموت- والله- أسهل علي من ذلك، ولكني أخيرك خصلة من خصال.
فقال: وما هي ؟
قال: تتزوج أنت، فلعل الله عز وجل أن يرزقك ولداً غيري.
فقال: ما في فضل لذلك.
قال: فدعني أرحل عنك بأهلي، وأصنع ما كنت صانعاً، لو كنت مت في علتي هذه.
فقال: ولا هذا.
قال: فادع لبنى عندك، وأرتحل عنك إلى أن أسلوها، فإني ما تحب نفسي أن أعيش، وتكون لبنى غائبة عني أبداً، وأن لا تكون في حبالي.
فقال: لا أرضى بذلك، أو تطلقها، وحلف لا يكنه سقف بيت أبداً، حتى يطلق لبنى.
وكان يخرج فيقف في حر الشمس، ويجيء قيس فيقف إلى جانبه، فيظله بردائه، ويصلى هو بحر الشمس، حتى يفيء الفيء عنه، وينصرف إلى لبنى، فيعانقها، ويبكي، وتبكي معه. وتقول له: يا قيس، لا تطع أباك، فتهلك، وتهلكني معك. فيقول لها: ما كنت لأطيع أحداً فيك أبداً. فيقال: إنه مكث كذلك سنة، ثم طلقها لأجل والده، فلم يطق الصبر عنها.
قال ابن جريج: أخبرت أن عبد الله بن صفوان لقي ذريحاً أبا قيس، فقال له: ما حملك على أن فرقت بين قيس ولبنى، أما علمت أن عمر بن الخطاب، قال: ما أبالي فرقت بين الرجل وامرأته، أو مشيت إليهما بالسيف. وروى هذا الحديث، إبراهيم بن يسار الرمادي، عن سفيان بن عيينة، عن عمرو بن دينار، قال: قال الحسين بن علي رضي الله عنهما لذريح بن سنة، أبي قيس: أحل لك أن فرقت بين قيس ولبنى، أما أني سمعت عمر بن الخطاب، يقول: ما أبالي فرقت بين الرجل وامرأته، أو مشيت إليهما بالسيف.

## حال قيس بعد فراق لبنى
قال ليث بن عمرو، أنه سمع قيس بن ذريح يقول ليزيد بن سليمان: هجرني أبواي، إثنتي عشرة سنة، أستأذن عليهما، فيرداني، حتى طلقتها.
ثم قال قيس بعد فراقه لبنى:
فلما أزمعت لبنى الرحيل بعد العدة جاء وقد قوض فسطاطها فسأل الجارية عن أمرهم فقالت سل لبنى فأتى إليها فمنعه أهلها وأخبروه أنها غداة غد ترحل إلى أهلها فسقط مغشياً عليه، فلما أفاق وأنشد:
وتبعها حين ارتحلت ينظر إليها، فلما غابت رجع يقبل أثر بعيرها، فليم على ذلك فأنشد:
ولما أجنه الليل أوى إلى مضجعه فلم يطق قرار فجعل يتململ ويتمرغ في موضعه ويقول:
فوطن البيت، ولما اشتد شوقه وزاد غرامه أفضى به الحال إلى مرض ألزمه الوساد واختلال العقل واشتغال البال، فلام الناس أباه على سوء فعله فجزع وندمع وجعل يتلطف به، فأرسل له طبيباً وقينات يسألون عن حاله ويلهونه، فلما أطالو عليه أنشد:

## زواجه بأخرى وزواج لبنى بآخر
لما أيس ذُريح من ابنه استشار قومه في دائه فاتفقت آراؤهم على أن يأمروه بتصفح احياء العرب فلعل أن تقع عينه على امرأة تستميل عقله فاقسموا عليه أن يفعل ففعل وأنه اتفق أن نزل بحي من فزارة فرأى جارية قد حسرت عن وجهها برقع خز وهي كالبدر حسناً وبهجة فسأل عن اسمها فقالت لبنى فسقط مغشياً عليه فارتاعت منه ونضحت وجهه بالماء وقالت إن لم تكن قيساً فمجنون.
فلما أفاق استنسبته فإذا هو قيس فأقسمت عليه أن ينال من طعامها، فتناول قليلاً وركب فجاء أخوها على أثره فأعلمته القصة فركب حتى استرده وأقسم عليه أن يقيم عنده شهراً، فقال شفقت علي وأجاب فكان الفزاري يعجب به ويعرض عليه الصهارة حتى لامته العرب وقالوا نخشى أن يصير فعلك سنة فيقول دعوني في مثل هذا الفتى يرغب الكرام وقيس يقول له إن فيكم الكفاية ولكني في شغل لا ينتفع بي معه فألح عليه حتى عقد له على أخته ودخل بها فأقام معها أياماً لا تهش نفسه إليها ولا يكلمها ثم استأذن في الخروج إلى أهله فأذنوا له فخرج إلى المدينة وكان له بها صديق فأعمله أن لبنى قد بلغها تزويجه فغمت لذلك وقالت إنه لغدار وإني طالما خطبت فأبيت والآن أجيب هذا وإن أبا لبنى قد اشتكى قيساً إلى معاوية وإنه يشبب بابنته فكتب إلى مروان بهدر دمه وأمره أن يزوج ابنته بخالد بن خلدة الغطفاني وهو كندي حليف قريش فجعل النساء ليلة زفافها يغنينها:
ولما بلغ ذلك قيساً اشتد به الغرام فركب حتى أتى محلة قومها فقالت له النساء ما تصنع هنا وقد رحلت مع زوجها فلم يلتفت حتى أتى موضع خبائها فتمرغ به وأنشد:

## زواجه من لبنى للمرة الثانية
روي أن قيساً انتقى ناقة من إبله وقصد المدينة ليبيعها فاشتراها زوج لبنى وهو لا يعرفه، ثم قال له ائتني غداً في دار كثير بن الصلت أقبضك الثمن، فجاء وطرق الباب فأدخله وقد صنع له طعاماً وقام لبعض حاجاته، فقالت المرأة لخادمتها سليه ما بال وجهه متغيراً شاحباً فتنفس الصعداء، ثم قال هكذا حال من فارق الأحبة. فقالت استخبريه عن قصته فاستخبرته فشرع يحكي أمره فرفعت الحجاب وقالت حسبك قد عرفنا حالك فبهت حين عرفها لا ينطق ساعة، ثم خرج لوجهه فاعترضه الرجل وقال ما بالك عدلت قبض مالك وإن شئت زدناك، فلم يكلمه ومضى فدخل الرجل فقالت له ما هذا الذي فعلت إنه لقيس فحلف أنه لا يعرفه، وأنشد قيس معاتباً لنفسه:
وقيل أنه حين جاء ليقبض ثمن المطية رأى لبنى فعاد مبهوتاً فسأله أأنت قيس قال نعم قال ارجع لنخيرها فإن اختارتك طلقتها وظن الرجل أنها تبغض قيساً فخيرها فاختارت قيساً فطلقها لوقته.
وحكي أن سبب طلاقها أن قيساً قصد ابن أبي عتيق وكان أكثر أهل زمانه مروءة في ذلك، فجاء إلى الحسن والحسين وأعلمهما أن له حاجة عند زوج لبنى وطلب أن ينجداه عليه فمضيا معه حتى اجتمعوا به وكلموه في ذلك فقال سلوا ما شئتم فقال له ابن أبي عتيق «أهلاً كان أو مالاً؟» قال نعم، فقال أريد أن تطلق لبنى ولك ما شئت عندي فقال أشهدكم أنها طالق ثلاثاً فاستحيوا منه وعوضه الحسن مائة ألف درهم وقال له لو علمت الحاجة ما جئت.
وروى أن لبنى عاتبت قيساً على تزويج الفزارية فحلف لها أن عينيه لم تكتحل برؤيتها ولم يكلمها لفظة واحدة وأنه لو رآها لم يعرفها وأخبرته لبنى أنها كاره زوجها وأعلمته أنها لم تتزوجه رغبة فيه بل شفقة على قيس حين أهدر دمه ليخلى عنها فطلقها حين علم ما بينهما وأرسل أخو الفزارية إلى قيس حين أبطا عنه يسأله الرجوع فأعاد الرسول بالخيار في أمر اخته فاختار الرجل عدم الفرقة وقصد قيس معاوية فمدحه فرق له وكان ذلك قبل طلاق لبنى فقال له إن شئت كتبت إلى زوجا بطلاقها فقال لا ولكن ائذن لي أن أكون ببلدها ففعل فنزل قيس حين زال هدر دمه بحبها وظافرت مدائحه فيها حتى غنى بها معبد والغريض وإضرابهما فرق الناس له هذا ولما طلقت نقلت إلى العدة بأمر ابن أبي عتيق فمن ذاهب إلى أنها أكملت عدتها وتزوجها وأقاما إلى الموت بدليل مدحه لابن أبي عتيق حيث قال:

## وفاة لبنى
يغلب الذكر إلى أنها ماتت في العدة وأن مدحه لابن أبي عتيق حين لم يشك في عودها إليه وقد نهاه عن مدحه وقال له من سمع بهذا يعدني قواداً والقائلون بموت لبنى في العدة أجمعوا أن قيساً خرج حين بلغه ذلك حتى وقف على قبرها وأنشد:
ثم بكى حتى أغمي عليه فحمل ومات بعد ثلاث سنين ودفن إلى جانبها.

## وفاته
بعد أن تطلقت لبنى من زوجها الذي خلفها بعد قيس لتعود إلى قيس ماتت فمات على إثرها فوراً سنة 61 هـ.